# Albert Memorial

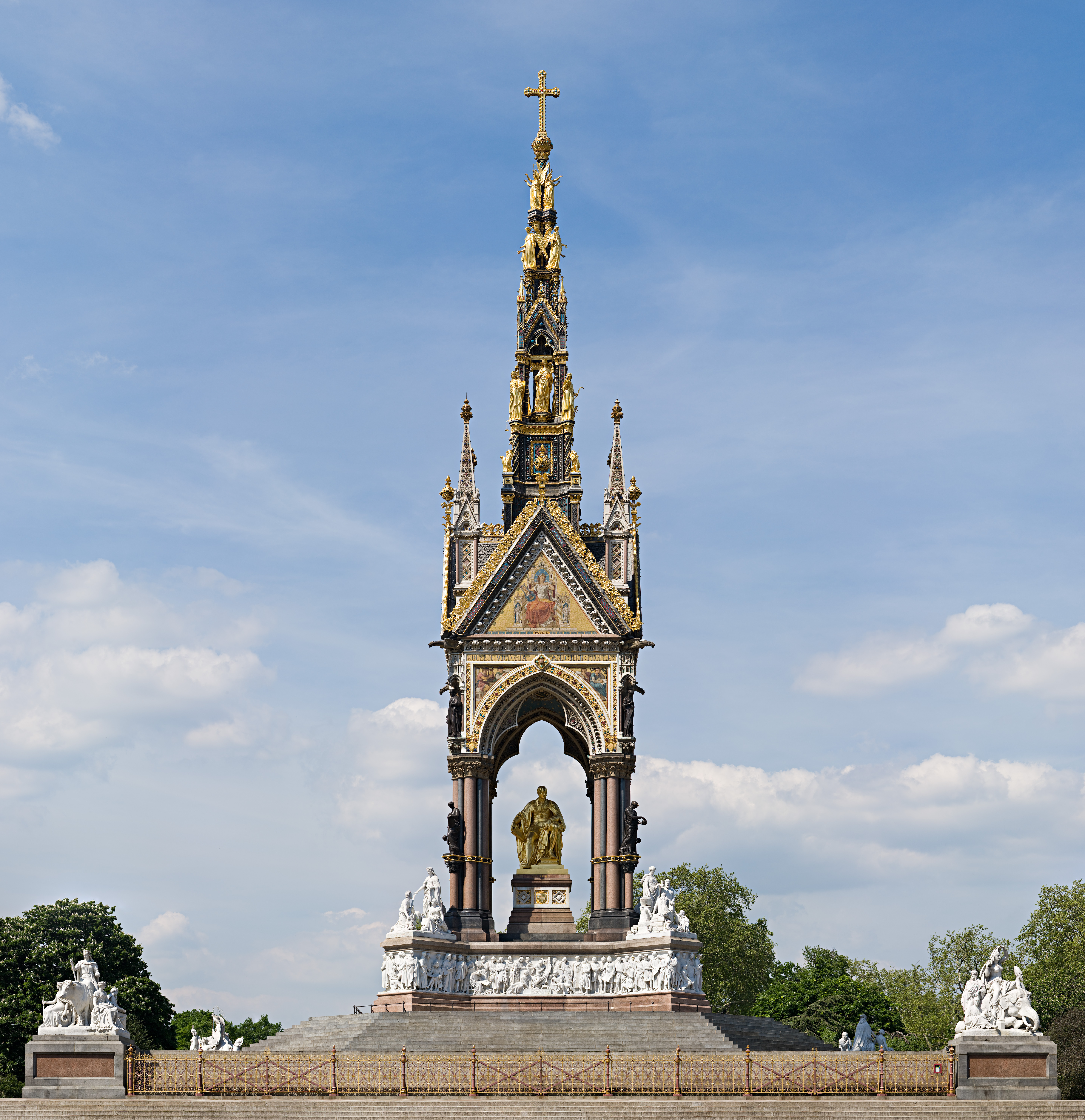
O lado ao sul do memorial

O Albert Memorial é um monumento situado em Kensington Gardens, Londres, Inglaterra. Foi encomendado pela Rainha Vitória em memória de seu falecido marido, o príncipe consorte Alberto, que fora vitimado pela febre tifóide em 1861. O memórial foi projetado por sir George Gilbert Scott em estilo neogótico. Aberto em julho de 1872 pela rainha, com a estátua de Alberto cerimonialmente assentada em 1875, o memorial consiste em um dossel ou pavilhão semelhante a um cibório gótico sobre o altar de uma igreja contendo a estátua do príncipe encarando o sul. O memorial tem 54 m de altura, levou dez anos para ser completado e custou £ 120 mil (cerca de £ 10 milhões em 2010). Os custos foram cobertos através de subscrição pública.